# The Buddha of Suburbia (serie de televisión)
The Buddha of Suburbia es una miniserie de 1993 producida por la BBC y dirigida por Roger Michell. Se basa en la novela novel de Hanif Kureishi. Contó con Naveen Andrews en el papel principal de Karim Amir. Otros actores son David Bamber, Steven Mackintosh, Harish Patel, Brenda Blethyn, Roshan Seth, Jemma Redgrave y Philip Franks. La banda sonora fue compuesta e interpretada por David Bowie.
Partes de la serie se grabaron en la vieja escuela de Naveen Andrews, Emanuel School. Los quinientos extras del reparto utilizados eran punks, skinheads, suedeheads, hippies y músicos conseguidos gracias a un casting hecho por Barbie Wilde.